# Cuadrigato

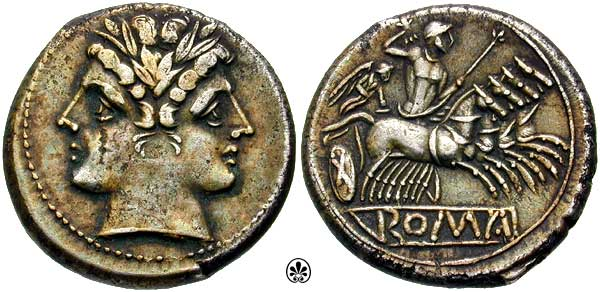
Cuadrigato (c. 225–212 a. C.), con una cabeza janiforme juvenil laureada y la Victoria conduciendo una cuadriga (de donde viene su nombre). Peso: 5.57 gramos.

El cuadrigato (latín: quadrigatus) fue una moneda de plata de tamaño medio emitida por la República romana durante el siglo III a. C. En el anverso figuraba un busto joven janiforme y en el reverso la Victoria conduciendo una cuadriga (carro de cuatro caballos), de donde procede el nombre romano de la moneda, con la inscripción "ROMA" debajo.
La moneda pesaba alrededor de 6,8 gramos, lo que coincide con el peso de un didracma griego del sur de Italia. Se acuñó durante varios años, hasta poco antes de la introducción del denario (unos años antes del 211 a. C.). También se emitieron monedas de oro con tipos de anverso similares aproximadamente en la época en que se dejó de acuñar el cuadrigato (estáteros y medio estáteros), que presentaban el mismo tipo de anverso que el cuadrigato y el reverso con dos soldados realizando un juramento sobre un tercer soldado que sostiene un cerdo, con la inscripción "ROMA" debajo. 
Se cree que la elección de Jano para estas monedas coincide con el cierre de las puertas del templo de Jano en el Foro Romano, lo que indicaba la ausencia de guerra, una ocasión poco frecuente. Michael Crawford, sin embargo, ha sugerido que es más probable que la cabeza janiforme representara a los Dioscuros, ya que Jano suele ser una figura madura y barbuda.
Historiadores de la época romana como Plutarco se refieren a menudo a estas primeras monedas como denarii, pero las referencias numismáticas modernas las consideran plata romana anónima, producida antes de la estandarización del denario, justo antes del 211  a. C.
Su nombre, que proviene de la cuadriga del reverso, fue introducida por primera vez en monedas producidas para cecas griegas, siendo el prototipo de los diseños más comunes utilizados en las monedas de plata romanas durante los siguientes 150 años.
El victoriato, también una moneda de plata, que se valoraba en medio cuadrigato vino a sustituir al cuadrigato. Se le dio este nombre porque el reverso mostraba a la Victoria personificada, colocando una corona sobre un trofeo.